# Litany (album)
Pour les articles homonymes, voir Litany.
Albums de Vader
Black to the Blind
(1997) Revelations
(2002)
Litany est le quatrième album studio du groupe de Death metal polonais Vader. L'album est sorti le 9 mai 2000 sous le label Metal Blade Records.

## Composition
- Piotr "Peter" Wiwczarek - chant, guitare
- Maurycy "Mauser" Stefanowicz - guitar
- Shambo - basse
- Krzysztof "Doc" Raczkowski - batterie

## Liste des morceaux
1. Wings - 3:11
2. The One Made of Dreams - 1:49
3. Xeper - 4:01
4. Litany - 3:01
5. Cold Demons - 3:11
6. The Calling - 3:10
7. North - 1:36
8. Forwards to Die!!! - 1:38
9. A World of Hurt - 1:52
10. The World Made Flesh - 2:48
11. The Final Massacre - 4:32